# Scopula declinata
Scopula declinata là một loài bướm đêm trong họ Geometridae.